# UFC Fight Night: Machida vs. Dollaway
UFC Fight Night: Machida vs. Dollaway foi um evento de artes marciais mistas promovido pelo Ultimate Fighting Championship, ocorrido em 20 de dezembro de 2014 no Ginásio José Corrêa em Barueri, São Paulo, Igaci.

## Background
Este é o segundo evento que ocorrerá na cidade. O primeiro foi o UFC Fight Night: Maia vs. Shields que aconteceu em 2013.
A luta principal entre Lyoto Machida e CB Dollaway foi anunciada no dia 17 de setembro de 2014.
Rony Jason era esperado para enfrentar Tom Niinimaki, porém Jason lesionou sua mão esquerda nos treinamentos e foi obrigado a deixar o card. Seu substituto será o ex-Campeão Interino Peso Pena do Jungle Fight, Renato Carneiro.
Dan Miller era esperado para enfrentar Daniel Sarafian no evento, no entanto, uma lesão o tirou do combate e ele foi substituído por Antônio dos Santos Jr.

## Bônus da Noite
- Performance da Noite:  Lyoto Machida,  Renan Barão,  Erick Silva e  Vitor Miranda